# Олтиси
Олтиси (груз. ოლთისი, тур. Oltu) — средневековый город-крепость, расположенный в историческом Тао (ныне территория Турции).

## История
Крепость имеет остроугольную форму, направленную примерно на юго-восток. Основное каменное строение, возможно, относится к раннему средневековью IX-X век, но также может быть датировано началом османской оккупации.
В X веке Олтиси был резиденцией Давида III Куропалата, царя Тао-Кларджети. После его смерти в 1001 году царь Гурген безуспешно пытался захватить его. Олтиси вместе с Верхним Тао был захвачен византийским императором Василием II. В XI веке, во время византийско-грузинской войны, при отступлении 1021 года Олтиси был сожжён Георгием I. В 1074 году Григорий Бакуриани ушел с поста главнокомандующего имперскими войсками на востоке и передал земли (Феодосиополь, Олтиси, Карс, Вананд, Карнипори и часть Тао) царю Грузии Георгию II. Территория была полностью очищена от турецких отрядов до 1075 года.
Во времена «сельджукского нашествия» (XI—XII вв.) Олтиси был захвачен сельджуками; во время одной из битв он был сожжён Давидом IV Строителем. Позже Олтиси был частью Грузинского царства. С 40-х годов XIII века, во времена монгольского владычества в Грузии, его оккупировали турки из Малой Азии, но вскоре он был освобождён князьями Самцхе-Саатабаго. В XV—XVI веках во время османской экспансии Олтиси неоднократно становился объектом битвы. В XV веке, после завоевания княжества Самцхе-Саатабаго, он попал в границы Османской империи.